# Battle of Los Angeles
Battle of Los Angeles (Batalla de Los Ángeles) es una película de ciencia ficción por el estudio The Asylum, que se realizó el 15 de marzo de 2011 en los Estados Unidos. La película está dirigida por Mark Atkins y es considerado como un mockbuster de la película de Relativity Media/Columbia Pictures Battle: Los Angeles, el cual se basa en los acontecimientos de la Batalla de Los Ángeles de 1942.

## Argumento
En febrero de 1942, las fuerzas armadas de EE. UU. encontraron a un objeto volador no identificado por encima de Los Angeles, California. Ahora, casi 70 años después, los invasores alienígenas han regresado.

## Reparto
- Kel Mitchell como Tyler Laughlin teniente.
- Nia Peeples como Karla.
- Junio Theresa-Tao como Solano.
- Gerald Webb como Jean.
- Dylan Vox como Rogers Pete teniente.
- Darin Cooper como capitán de Hadrones.
- Robert Pike Daniel como Despierta Comandante.
- Michele Boyd como Hendricks.
- Stephen Blackheart como Kirkman.